# Vinice svaté Kláry
Vinice svaté Kláry je vinice v Praze-Troji, která se rozkládá na jižním svahu areálu Botanické zahrady severně od Trojské ulice. Spolu s kaplí svaté Kláry a viničním domkem čp. 34 je chráněna jako nemovitá kulturní památka České republiky (parc. čísla 183 a 184).

## Historie
Vinice je pozůstatkem pásu vinic, které od středověku obklopovaly Prahu. Navazuje na středověké viniční hospodářství a uchovává viniční kulturu na trojských svazích, které stále mají vinorodou dispozici. K areálu Trojského zámku byla připojena v 17. století. Kolem roku 1700 vznikla na jejím vrcholu kaple svaté Kláry. O něco níže stojí viniční domek a areál dole uzavírá dochovaná ohradní zeď v Trojské ulici.
Propojení vinice se zámkem přerušilo vybudování silnice - Trojské ulice. V letech 1950–1953 byla obnovena a od roku 1995 je ve správě Pražské botanické zahrady.

## Popis
Viniční kultura pokrývá plynule celý svah. Réva vinná je vysázena u dřevěných kůlů v pravidelném sponu, vedeném takzvaně „na hlavu“. O vinici na ploše 3,5 hektaru se stará pět zaměstnanců. Víno se zde nejen vypěstuje a sklidí, ale také se ve zdejším viničním sklepě zpracovává. Z devíti odrůd se vyrábějí různé sortimenty vín, nejvíc však prosperuje Rulandské modré. V průměru se zde ročně lahvuje až 24 tisíc půllitrových lahví.

## Viniční dům
Viniční dům z přelomu 17. a 18. století byl v roce 2024 opraven. Toto původně selské stavení sloužilo jako zázemí pro pracovníky na vinohradu, po rekonstrukci je určené návštěvníkům.

## Naučná stezka
Na naučné stezce vinicí se nachází až 120 odrůd povolených v Česku k moštování.